# افسون‌زدایی
افسون‌زدایی (به انگلیسی: Disenchantment) و (به آلمانی: Entzauberung) در علوم اجتماعی عبارت از عقلانیت فرهنگی و کاهش ارزش دین در جامعه مدرن است. ماکس وبر برای توصیف ویژگی‌های جامعه مدرنیزه، بوروکراتیک و سکولارشدهٔ غربی این اصطلاح را از فریدریش شیلر وام گرفته است. به گفته وبر، در جامعه غربی، درک علمی بیش از باور ارزش دارد و فرایندها به سمت اهداف عقلانی سوق داده می‌شوند، برخلاف جامعه سنتی که در آن جهان به عنوان یک باغ بزرگ افسون شده باقی می‌ماند.

## دوسوگرایی روشنگری
ارزیابی دوسوگرایانهٔ وبر از فرایند افسون‌زدایی به عنوان مثبت و منفی توسط مکتب فرانکفورت در بررسی عناصر خودویرانگر در روشنگری عقل‌گرایی مورد توجه قرار گرفت.
یورگن هابرماس متعاقباً تلاش کرده است تا در مواجهه با افسون‌زدایی، پایه‌ای مثبت برای مدرنیته بیابد. حتی با قدردانی از درک وبر از اینکه در جامعه سکولار ایجاد و هنوز هم توسط «اشباح باورهای مذهبی مرده تسخیر شده است.» برخی افسون‌زدایی از جهان را فراخوانی برای تعهد اگزیستانسیالیستی و مسئولیت فردی در برابر خلأ هنجارگذاری جمعی می‌دانند.

## مقدس‌سازی و تقدس‌زدایی
افسون‌زدایی با مفهوم تقدس‌زدایی مرتبط است، به موجب آن ساختارها و نهادهایی مورد حمله قرار گرفته و از محبوبیت آنها کاسته می‌شود که باورهای معنوی را به آیین‌هایی هدایت می‌کنند که مروج هویت‌های جمعی هستند. به گفته هنری هوبرت و مارسل موس، آیین قربانی شامل دو فرایند بود: مقدس‌سازی و تقدس‌زدایی. روند مقدس‌سازی به یک پیشکش نامقدس ویژگی مقدس می‌بخشد – تقدس – پل ارتباطی بین عوالم مقدس و نامقدس را فراهم می‌سازد. هنگامی که قربانی انجام شد، مراسم باید تقدس‌زدایی شود تا عوالم مقدس و نامقدس به مکان‌های مناسب خود بازگردند.
افسون‌زدایی در سطح کلان عمل می‌کند، نه در سطح خرد مقدس‌سازی. همچنین بخشی از فرآیندی را از بین می‌برد که به موجب آن عناصر اجتماعی پر هرج و مرج که در وهله اول به مقدس‌سازی نیاز دارند با دانش صرف به عنوان پادزهر خود ادامه می‌دهند؛ بنابراین، افسون‌زدایی را می‌توان با مفهوم آنومی از امیل دورکیم مرتبط دانست: انحراف فرد از پیوندهایی که جامعه ایجاد می‌کند.

## جادوی مجدد
در سال‌های اخیر، پارادایم وبر توسط متفکرانی به چالش کشیده شده است که می‌بینند فرایند «جادوی مجدد» در کنار فرایند افسون‌زدایی عمل می‌کند. بنابراین، افسون برای تغییر اساسی استفاده می‌شود چگونه حتی کار خدماتی با دستمزد کم تجربه می‌شود.
کارل یونگ نمادها را ابزاری برای بازگشت انسان از ناخودآگاه به دنیای تقدس‌زدایی می‌دانست. - وسیله‌ای برای بازیابی اسطوره و حس تمامیتی که زمانی برای مدرنیته افسون‌شده ایجاد می‌کرد.
ارنست گلنر استدلال کرده است اگرچه افسون کردن محصول اجتناب‌ناپذیر مدرنیته بود ولی بسیاری از مردم نمی‌توانند دنیای افسون شده را تحمل کنند و به همین دلیل مذهب‌های مسحور مجدد را انتخاب کرد. مانند روانکاوی، مارکسیسم، ویتگنشتاینیسم، پدیدارشناسی و روش‌شناسی مردمی. ویژگی چشمگیر این عقاید مسحور کننده مجدد آنست که همه آنها سعی می‌کنند خود را با طبیعت‌گرایی سازگار کنند یعنی به نیروهای فراطبیعی اشاره نمی‌کردند.

### افسون‌زدایی به عنوان اسطوره
جیسون جوزفسون- استورم، مورخ دین آمریکایی، تفسیرهای جامعه‌شناختی و تاریخی جریان اصلی را از مفهوم افسون‌زدایی و افسون مجدد به چالش کشیده است و اولی را اسطوره می‌نامد. جوزفسون- استورم استدلال می‌کند حتی پس از تطبیق با اعتقاد مذهبی، تحصیلات و طبقه، کاهشی در باور به جادو یا عرفان در غرب اروپا یا ایالات متحده وجود نداشته است. او در ادامه استدلال می‌کند بسیاری از نظریه‌پردازان تأثیرگذار افسون‌زدگی، از جمله وبر و برخی از اعضای مکتب فرانکفورت، نه تنها از جادو و جنبش‌های غیبی اروپا آگاهی داشتند بلکه آگاهانه با آنها درگیر بودند. نظریه‌پردازان بنیادی افسون‌زدایی، مانند وبر و جیمز فریزر، دوگانگی سفت و سخت بین خردگرایی یا عقلانیت و تفکر جادویی تصور نمی‌کرد، آنها همچنین فرآیندی از افسون مجدد را برای معکوس کردن یا جبران افسون‌زدگی توصیف نکردند. به گفته جوزفسون- استورم، این اطلاعات نیازمند تفسیر مجدد ایده وبر در مورد افسون‌زدگی است که بیشتر به جداسازی و حرفه‌ای‌گری جادو اشاره
دارد.